# Globimesosoma
Globimesosoma is een geslacht van vliesvleugeligen uit de familie Pteromalidae. De wetenschappelijke naam van dit geslacht is voor het eerst geldig gepubliceerd in 2001 door Xiao & Hui.

## Soorten
Het geslacht Globimesosoma is monotypisch en omvat slechts de volgende soort:
- Globimesosoma yaoarum Xiao & Hui, 2001